# ジョヴァンニ・ピエトロ・ベッローリ
ジョヴァンニ・ピエトロ・ベッローリ(Giovanni Pietro Bellori、1613年1月15日 - 1696年2月19日）は、17世紀イタリアの美術理論家、古代ローマの美術品収集家、美術史家である。1672年に出版された『当代の画家･彫刻家･建築家の生涯(Le vite de’ pittori, scultori et architetti moderni)』などを執筆した。プラトニズムのような理想主義の立場をとり、ラファエロ、アンニーバレ・カラッチ、ニコラ・プッサンらの古典主義を賞賛し、カラヴァッジオやジャン・ロレンツォ・ベルニーニの作品を否定した。

## 略歴
ローマで生まれた。ドメニキーノ(1581-1641)から絵を学んだと考えられていて、同時代の画家、ジュゼッペ・ゲッツィ(Giuseppe Ghezzi: 1634–1721)はベッローリを画家としているが、作品は1点残されているだけで、ベッローリは自身が芸術家ではない最初の美術理論家の一人であったとされる。1632年から美術品収集家、歴史家、小説家のフランチェスコ・アンジェローニ(Francesco Angeloni: 1587–1652)の助手として20年
の間、働き、アンジェローニの養子となり遺産相続人に指名されるほどになった。1652年にアンジェローニが亡くなった後、アンジェローニの親族からの裁判で、ベッローリは邸だけの相続は認められたが、美術収集品は親族のものになり、売却された。1652年にローマのアカデミア・ディ・サン・ルカの事務局長に指名され、何度か再選された。1670年に教皇クレメンス10世によって、ローマの古美術品の管理者(Commissario delle Antichità)に任命された。画家のコンサルタントとしても働き、友人の画家、カルロ・マラッタがアルティエリー家の宮殿 の天井画を制作するのにも関与した 
1672年に出版された『当代の画家･彫刻家･建築家の生涯(Le vite de’ pittori, scultori et architetti moderni)』ではニコラ・プッサンやアンニーバレ・カラッチ、ピーテル・パウル・ルーベンス、カラヴァッジオらを論じ、17世紀のローマの美術に関する豊富で重要な資料になっている。1693年にはローマの古美術に関する著書を出版した。

## 著書
- Scelta de madaglioni piu rari nella bibliotheca del... principe Gasparo Carpegna. 1672.
- Le vite de’ pittori, scultori et architetti moderni. Success. al Mascardi, Rom 1672 ; 1728 ; 1821; Anastatica, Rom 1931 .
- Veterum illustrium philosophorum poetarum rhetorum et oratorum imagines. Rom 1685
- Veteres arcvs avgvstorvm trivmphis insignes. Rom 1690 .
- Admiranda Romanorum antiquitatum ac veteris sculpturae vestigia. 1693.
- Descrizzione delle imagini dipinte da Rafaelle d’Urbino nelle Camere del Palazzo apostolico Vaticano. Komarek, Rom 1695 .

## 著書の図版

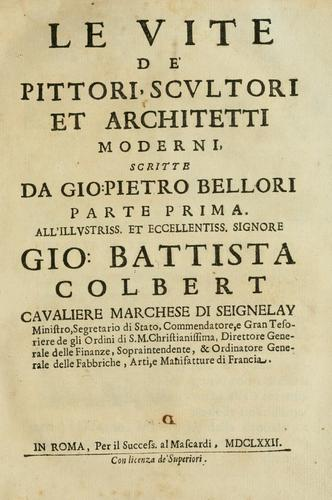
『当代の画家･彫刻家･建築家の生涯』表紙
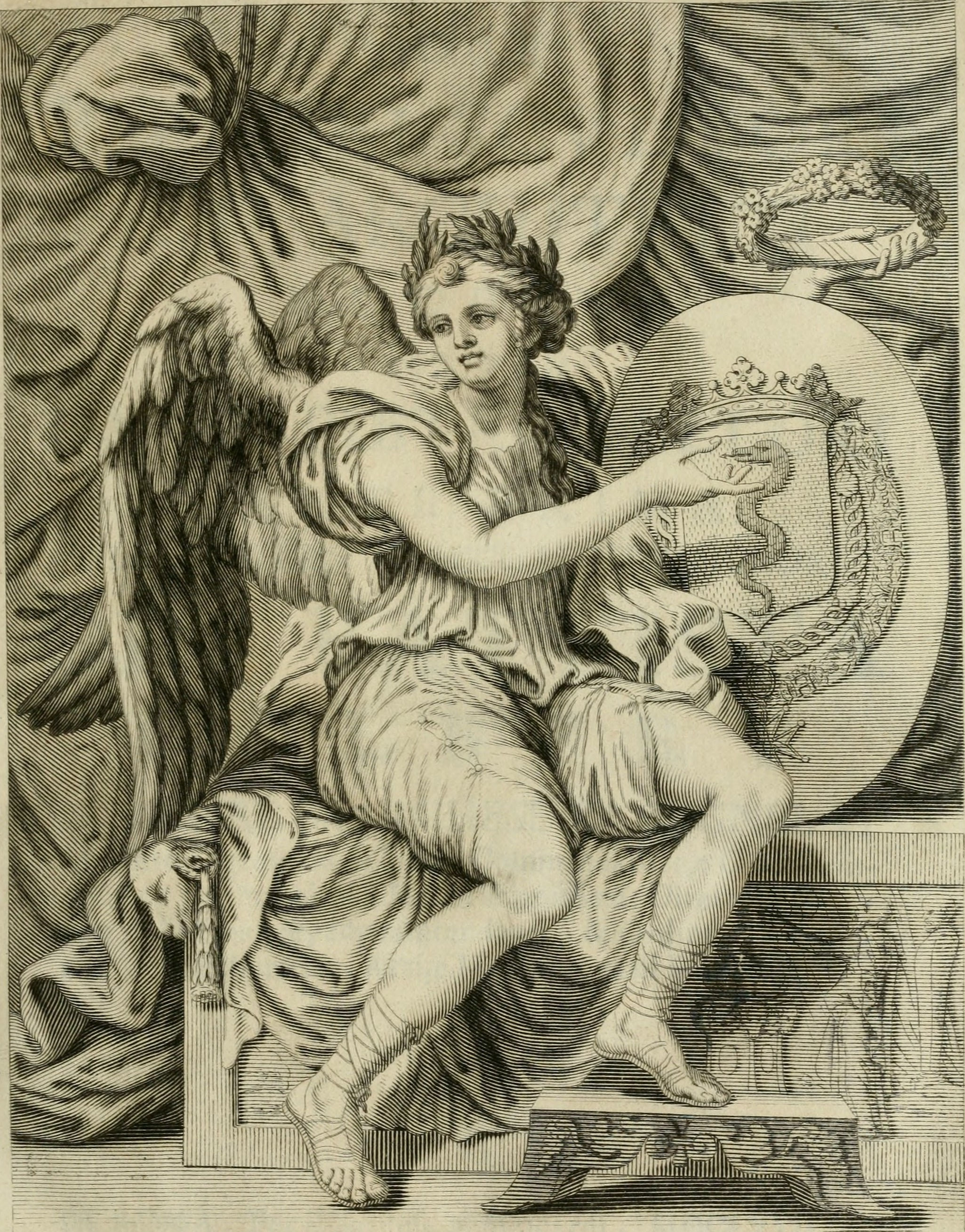
『当代の画家･彫刻家･建築家の生涯』挿絵
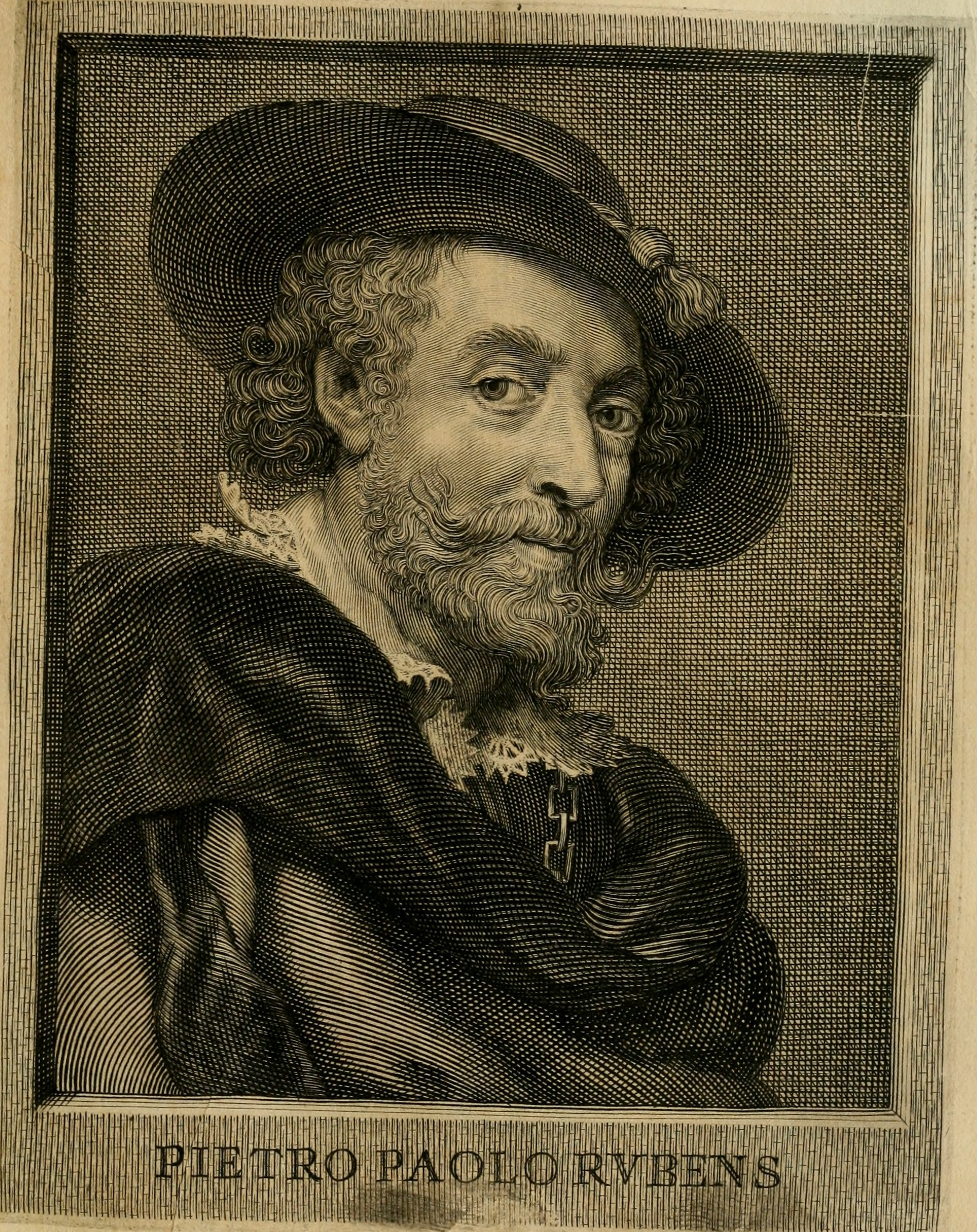
『当代の画家･彫刻家･建築家の生涯』挿絵、ルーベンス
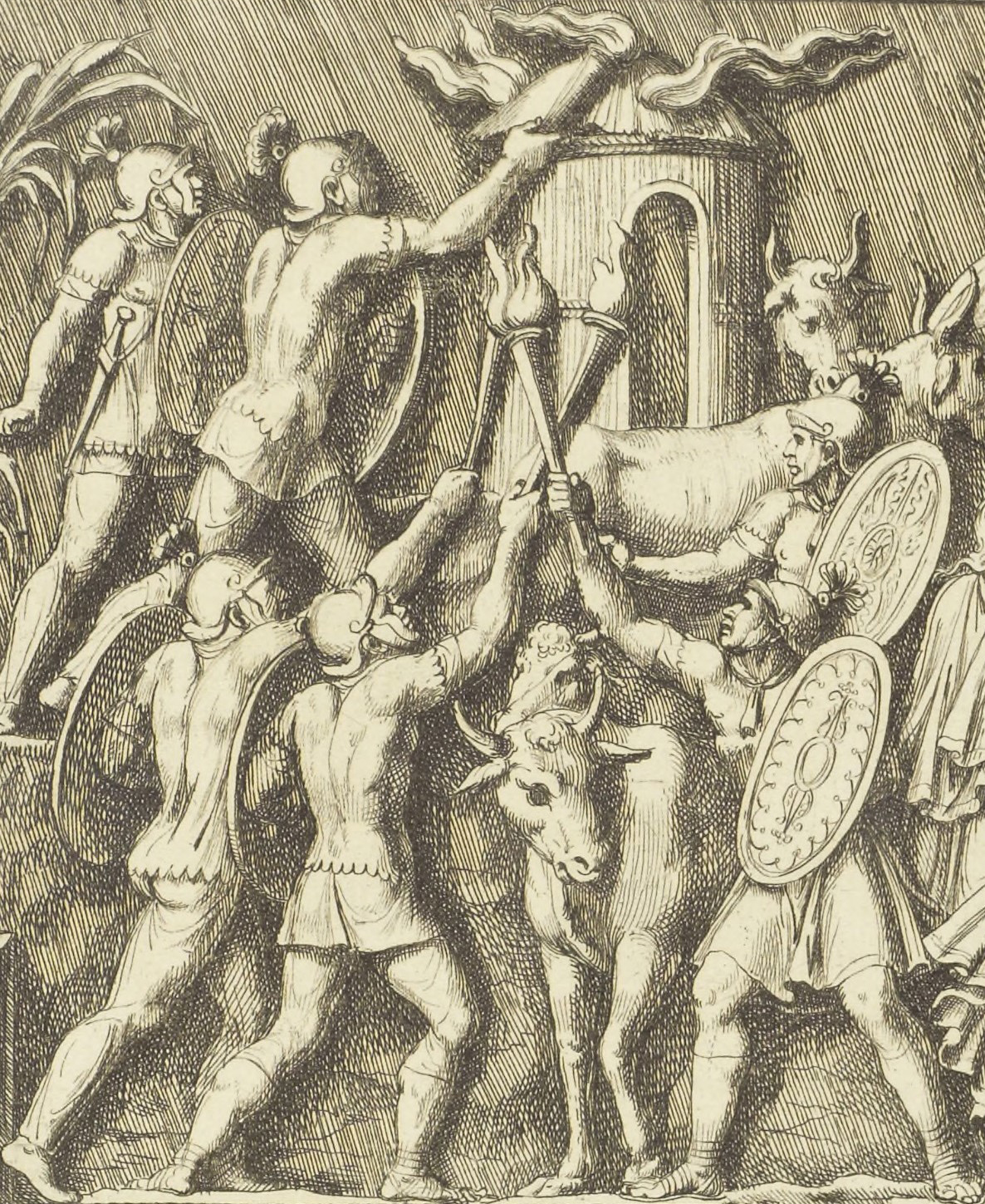
1704年の著書の図版